# Thomas Høg
Thomas Høg (født i 1966) er forfatter på musicals som Atlantis, Lyset over Skagen, Von Scholten, Egtved Pigen, Demokraten, Julius, Den Blå Karrusel, Verden Venter, Faldne Engle, Mod Lyset, Fregatten Jylland - I krig & kærlighed og Skammerens Datter, Skammerens Datter 2, Jordens Søjler, Vildheks, Den Evige Ild. Han var i 1985 med til at starte komikerkvartetten Onkel Dum & Bananerne sammen med Lasse Aagaard Nielsen, Sune Svanekier Pedersen og Jens Korse. Kvartetten blev opløst i 1991, hvorefter Thomas Høg begyndte at skrive Atlantis sammen med Sune Svanekier Pedersen og Peter Spies.